# Hornojílovský potok
Hornojílovský potok je potok v Ústeckém kraji. Je dlouhý 2,3 km a vlévá se do Jílovského potoka v Jílovém jako jeho pravostranný přítok.

## Průběh toku
Pramení na severním svahu Javorského vrchu (617 m) v nadmořské výšce 446 metrů. Jeho na vodu bohatý pramen je zdrojem pitné pitné vody a proto není k němu přímý přístup. Potok teče převážně na sever s mírným úklonem k severoseverozápadu a kromě dolního toku teče zejména v hlubokém údolí. Nedaleko pramene napájí dva malé rybníky a pod nimi mohutní díky třem studánkám. V jedné třetině toku se do něho levostranně vlévá největší, avšak bezejmenný přítok. Ten má mnohem větší délku a plochu povodí, nicméně je průtokově identický s Hornojílovským potokem. Nakonec přitéká do města Jílové, kde se vlévá do Jílovského potoka v nadmořské výšce 252 metrů.

## Fotogalerie

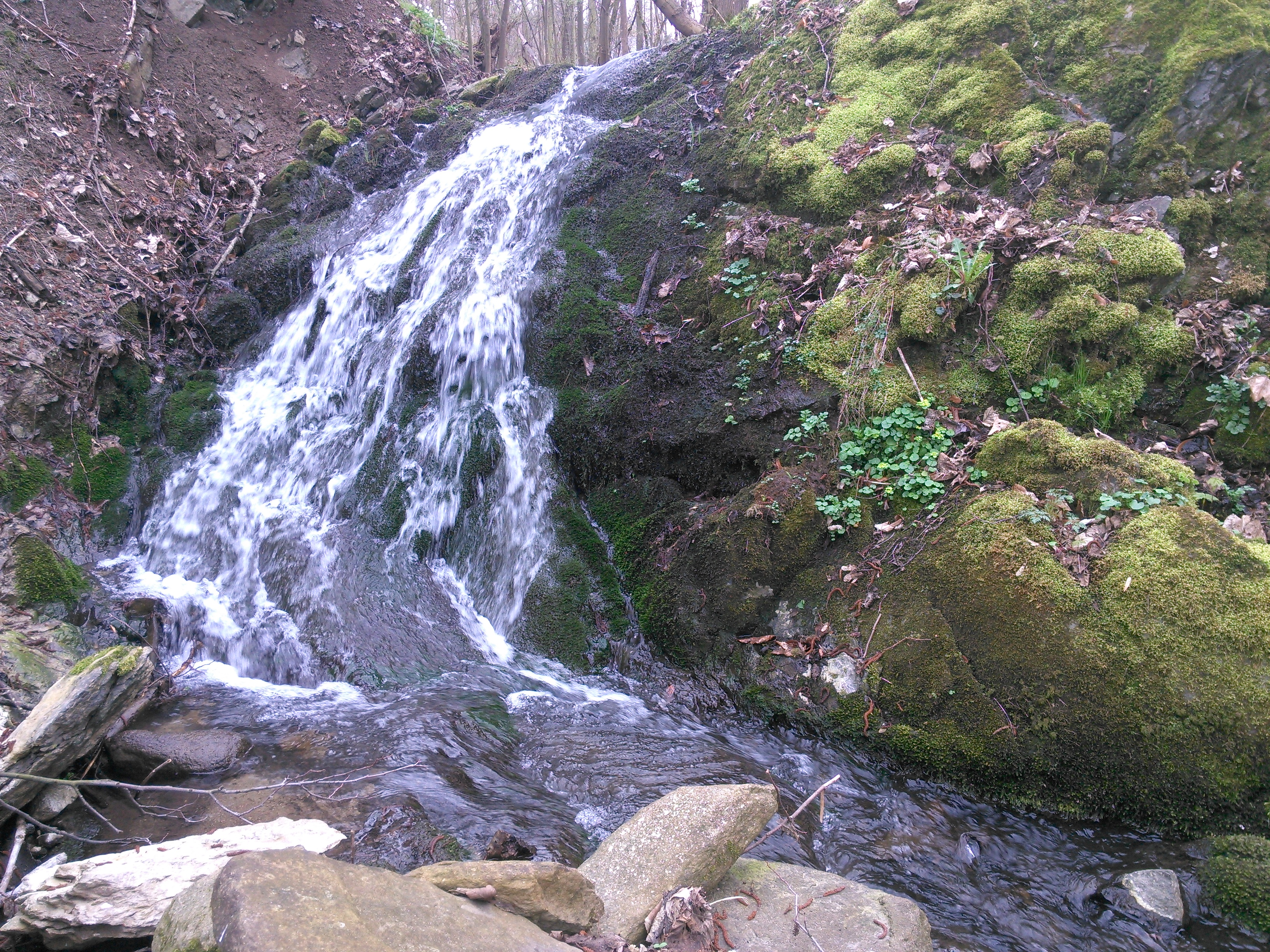
Několik metrů vysoký vodopád na dně hlubokého údolí
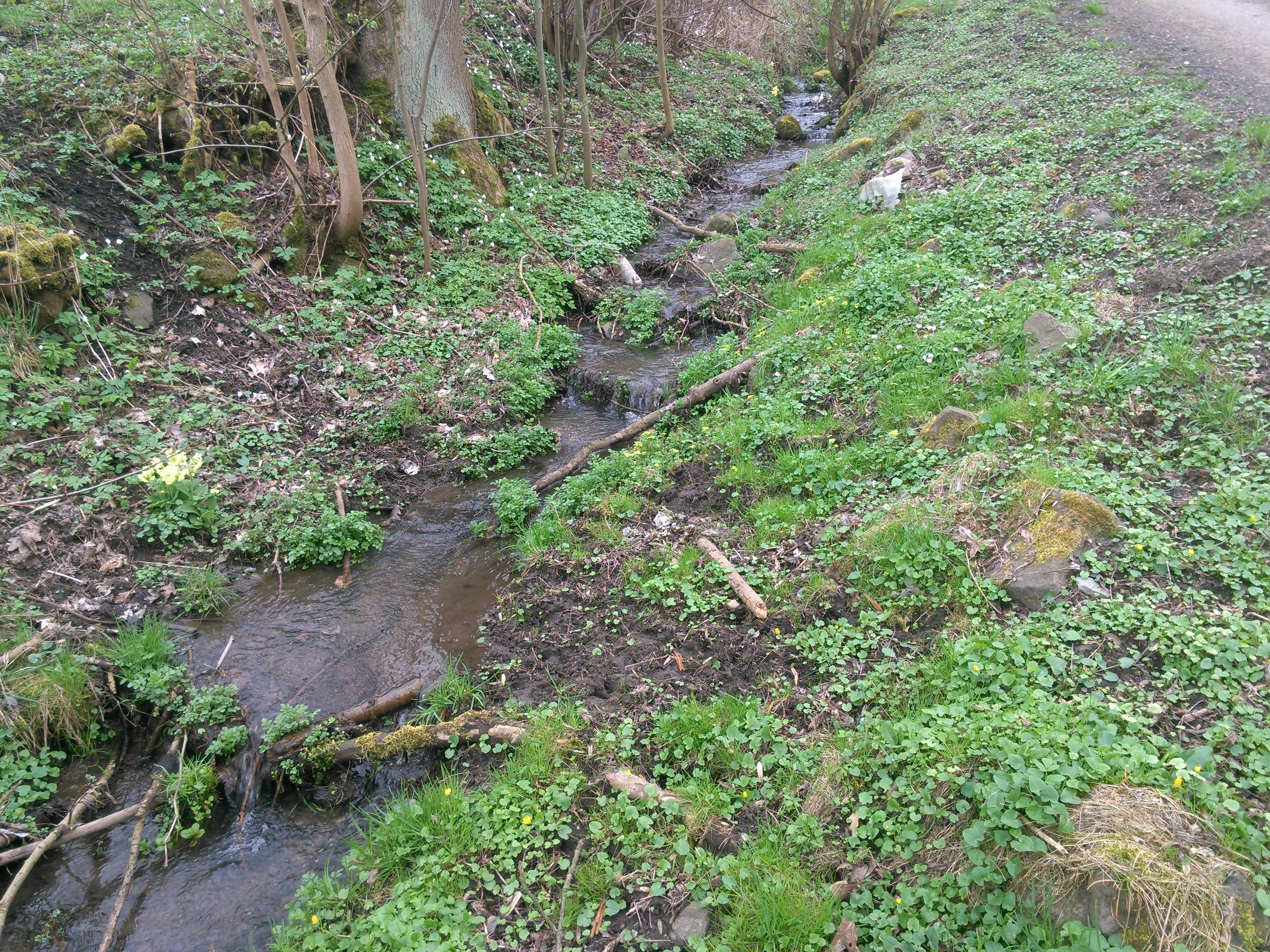
Potok na horním toku
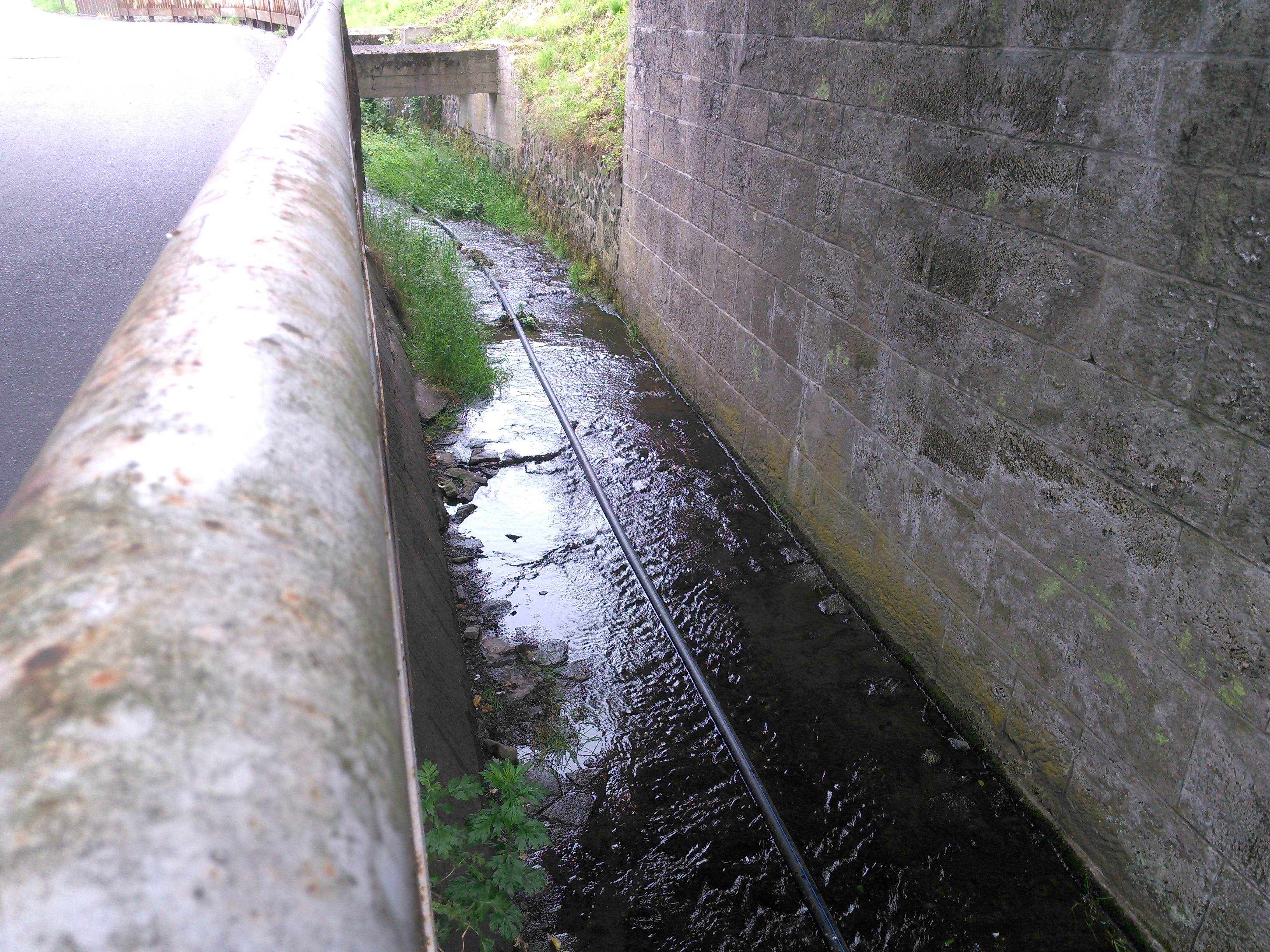
Potok na dolním toku
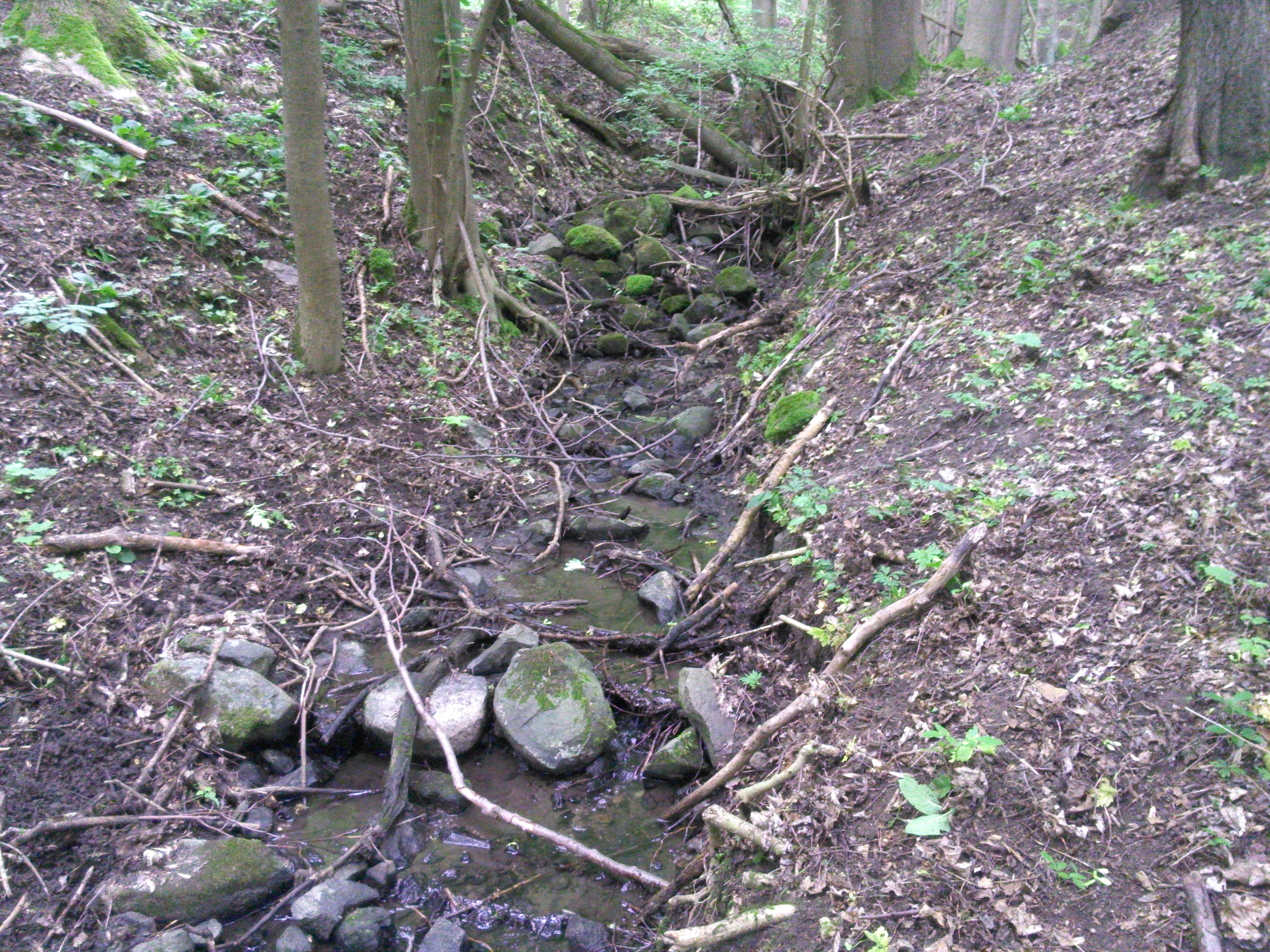
Bezejmenný přítok